# 森蔭晨之介
森蔭 晨之介（もりかげ しんのすけ、1997年12月13日 - ）は、日本の俳優、モデル。京都府出身。ソニー・ミュージックアーティスツ所属。

## 略歴
文化服装学院出身。在学中よりブランドモデルやランウェイモデルとしてモデル経験を重ねる。
2021年、映画『好きな人とひとつになる方法♡』で映画初主演。
2022年、多次元アイドルプロジェクト『UniteUp!』の二条瑛士郎役に選抜される。

## 人物
趣味はファッション。古着屋のアルバイトをしながら専門学校に通っていた。

## 出演

### 映画
- 冥界喫茶ジュバック（2019年）
- 男の優しさは全部下心なんですって（2021年）- 松川敦海 役[5]
- 好きな人とひとつになる方法♡（2021年）- 松川敦海 役[6]

### テレビドラマ
- 死神バーバー（2023年10月31日・11月7日、TOKYO MX）[7]

### MV
- Nanami「temptation」（2018年）
- ななみ「MR.」（2019年）
- 神樂ありあ「kiss mark」（2019年）
- みるきーうぇい「大阪路地裏少年」（2020年）
- 坂田隆一郎「あまいの」（2023年）[8]

### テレビアニメ
- UniteUp!（2023年 - 2025年、二条瑛士郎[4]） - 2シリーズ[一覧 1]

### シリーズ一覧
1. ↑  第1期（2023年）、第2期『-Uni:Birth-』（2025年）